# Capasa bebaea
Capasa bebaea är en fjärilsart som beskrevs av Louis Beethoven Prout 1932. Capasa bebaea ingår i släktet Capasa och familjen mätare. Inga underarter finns listade i Catalogue of Life.